# Церква Покрови Пресвятої Богородиці (Кіпчинці)
Церква Покрови Пресвятої Богородиці — культова споруда в селі Кіпчинці Полонського району Хмельницької області України. Належить до Полонського благочиння Хмельницької єпархії ПЦУ.

## Історія
Церква зведена 1768 року. Сто років по тому, в 1868 році при ній було відкрито приходську школу.

## Сьогодення
За незалежної України побудовано церкву Київського Патріархату, першу в Полонському районі. Церковну громаду зареєстровано 6 листопада 1996 року.

## Галерея

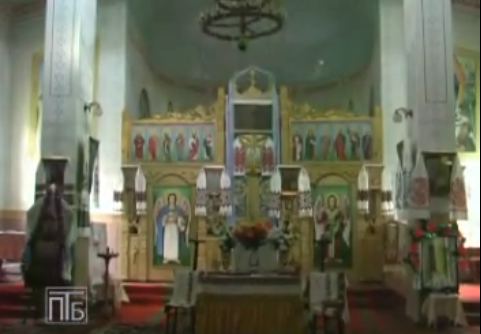
Інтер'єр церкви Покрови Пресвятої Богородиці